# Валлерт, Густав Густавович
Густав Густавович Валлерт — российский архитектор XIX века, который работал в Минске, Гродно, Бресте и Санкт-Петербурге.
В 1838 году Академией художеств ему дано звание свободного художника за проект (по заданной АХ программе) «Павильон в саду с помещением в нём зала, кабинета, бани и ванной комнаты с инструментами».

## Творчество
- Проект евангелической церкви в Гродно (совм. с В. Михаэлисом, 1840)
- Проект синагоги в Бресте (совм. с В. Михаэлисом, 1846)
- Перестройка в русском стиле здания бывшей церкви Святого Духа XVII века в православный Петропавловский кафедральный собор в Минске, который пострадал от пожара 1835 года в 1846—50 годах. Несмотря на то, что основные конструктивные элементы первоначального здания были сохранены, новый собор получил характерные черты русской архитектуры середины XIX века. При реконструкции к главного фасада была пристроена колокольня, завершенная вверху двумя небольшими башнями. Часть сводов была разобрана, а на этом месте достроен купол на четырёхгранном барабане. Полностью были изменены и интерьеры храма.
- Особняк А. С. Обольянинова в стиле эклектики по улице Таврической в Санкт-Петербурге (1860)[3]